# Ши Пэйцзюнь
Ши Пэйцзю́нь (кит. 施佩均, пиньинь Shī Pèijūn, 23 февраля 1980) — тайваньская дзюдоистка полулёгкой весовой категории, выступала за сборную Китайского Тайбэя в конце 1990-х и на всём протяжении 2000-х годов. Участница двух летних Олимпийских игр, обладательница двух бронзовых медалей чемпионатов Азии, бронзовая призёрша Восточноазиатских игр, серебряная призёрша тихоокеанского чемпионата, победительница многих турниров национального и международного значения.

## Биография
Ши Пэйцзюньродилась 23 февраля 1980 года. На юниорском уровне впервые заявила о себе в сезоне 1998 года, дойдя до стадии 1/16 финала лёгкого веса на юниорском чемпионате мира в Кали, где проиграла британке Джемме Харви. Год спустя спустилась в полулёгкую весовую категорию и выступила на взрослом чемпионате мира в английском Бирмингеме, тоже была выбита из борьбы за медали в 1/16 фенала, проиграв канадской дзюдоистке Люси Бэйлларжон.
Первого серьёзного успеха на взрослом международном уровне добилась в 2000 году, когда попала в основной состав тайваньской национальной сборной и побывала на чемпионате Азии в японской Осаке, откуда привезла награду бронзового достоинства, выигранную в полулёгкой весовой категории. Благодаря череде удачных выступлений удостоилась права защищать честь страны на летних Олимпийских играх в Сиднее — в стартовом поединке взяла верх над представительницей Мадагаскара Наиной Раваоарисоа, однако в 1/16 финала потерпела поражение от аргентинки Каролины Марьяни и лишилась всяких шансов попасть на призовые позиции.
После сиднейской Олимпиады Ши осталась в основном составе дзюдоистской команды Тайваня и продолжила принимать участие в крупнейших международных турнирах. Так, в 2001 году она завоевала бронзовую медаль на Восточноазиатских играх в Осаке и серебряную медаль на тихоокеанском чемпионате по дзюдо в Сан-Хосе. Кроме того, выступил на чемпионате мира в Мюнхене, тем не менее, сумела выиграть здесь только один поединок, тогда как уже в 1/8 финала уступила итальянке Антонии Куомо.
В 2008 году Ши Пэйцзюньполучила бронзу на азиатском первенстве в корейском Чеджу, в четвертьфинале потерпела поражение от северокорейской спортсменки Пак Мёнху, но в утешительных поединках за третье место взяла верх над всеми своими оппонентками, в том числе над будущей чемпионкой мира из Японии Мисато Накамурой. Находясь в числе лидеров тайваньской национальной команды, благополучно прошла квалификацию на Олимпийские игры в Пекине — значительного успех здесь не добилась, в первом же поединке проиграла представительнице Казахстана Шолпан Калиевой. Вскоре по окончании этих соревнований приняла решение завершить профессиональную карьеру.